# Ostrowice (gromada)
Ostrowice – dawna gromada, czyli najmniejsza jednostka podziału terytorialnego Polskiej Rzeczypospolitej Ludowej w latach 1954–1972.
Gromady, z gromadzkimi radami narodowymi (GRN) jako organami władzy najniższego stopnia na wsi, funkcjonowały od reformy reorganizującej administrację wiejską przeprowadzonej jesienią 1954 do momentu ich zniesienia z dniem 1 stycznia 1973, tym samym wypierając organizację gminną w latach 1954–1972.
Gromadę Ostrowice z siedzibą GRN w Ostrowicach utworzono – jako jedną z 8759 gromad na obszarze Polski – w powiecie drawskim w woj. koszalińskim na mocy uchwały nr 43/54 WRN w Koszalinie z dnia 5 października 1954. W skład jednostki weszły obszary dotychczasowych gromad Ostrowice, Siecino, Jelenino i Szczycienko oraz kolonia Kolno z dotychczasowej gromady Borne ze zniesionej gminy Ostrowice w powiecie drawskim, a także obszar dotychczasowej gromady Donatowo ze zniesionej gminy Brzeźno w powiecie białogardzkim w tymże województwie. Dla gromady ustalono 12 członków gromadzkiej rady narodowej.
31 grudnia 1959 do gromady Ostrowice włączono wsie Borne i Gronowo ze zniesionej gromady Dołgie w tymże powiecie.
31 grudnia 1961 z gromady Ostrowice wyłączono obszar gruntów PGR Gawroniec (130,79 ha), włączając go do gromady Połczyn-Zdrój w powiecie świdwińskim w tymże województwie.
Gromada przetrwała do końca 1972 roku, czyli do kolejnej reformy gminnej. 1 stycznia 1973 w powiecie drawskim reaktywowano gminę Ostrowice.